# زبان فریجی

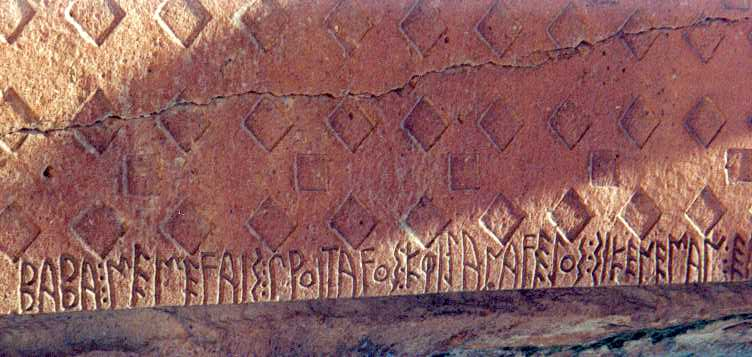
بخشی از (حدود ۷۰٪) کتیبه فریجی در شهر میداس

زبان فریجی، زبان هندواروپایی فریجی‌ها بود که در دورهٔ کلاسیک باستان (حدود سده ۸ پیش از میلاد تا سده ۵ پس از میلاد) در آسیای کوچک سخن گفته می‌شد.
زبان فریجی بسیار نزدیک به زبان یونانی در نظر گرفته می‌شود. شباهت برخی از واژه‌های فریجی به یونانی، در اثر کراتیلوس افلاطون نیز ذکر شده‌است.